# Hố Mặt Trăng

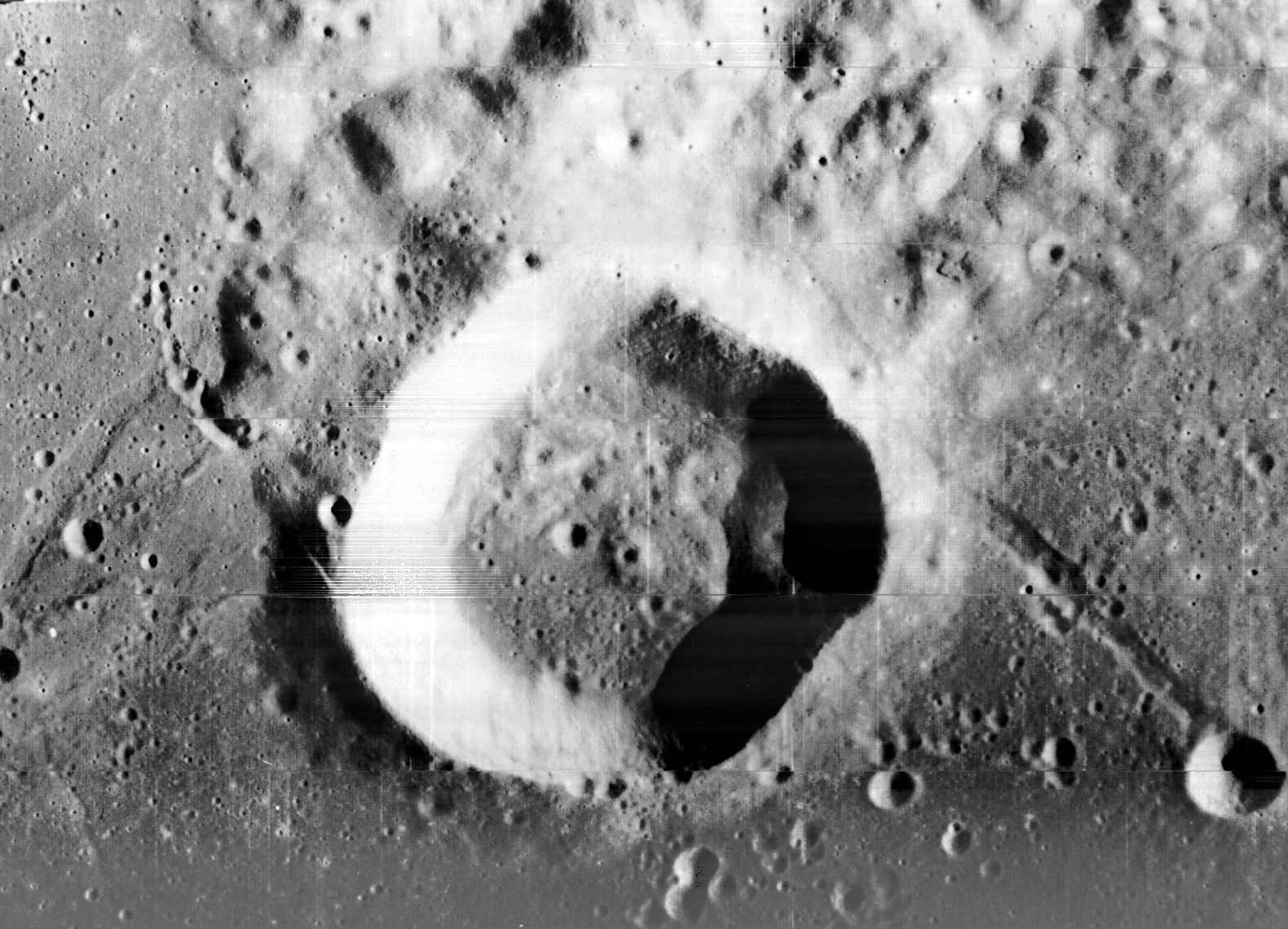
Hố Webb nhìn từ Lunar Orbiter 1. Một vài các hố nhỏ khác có thể được thấy bên trong và xung quanh hố Webb.

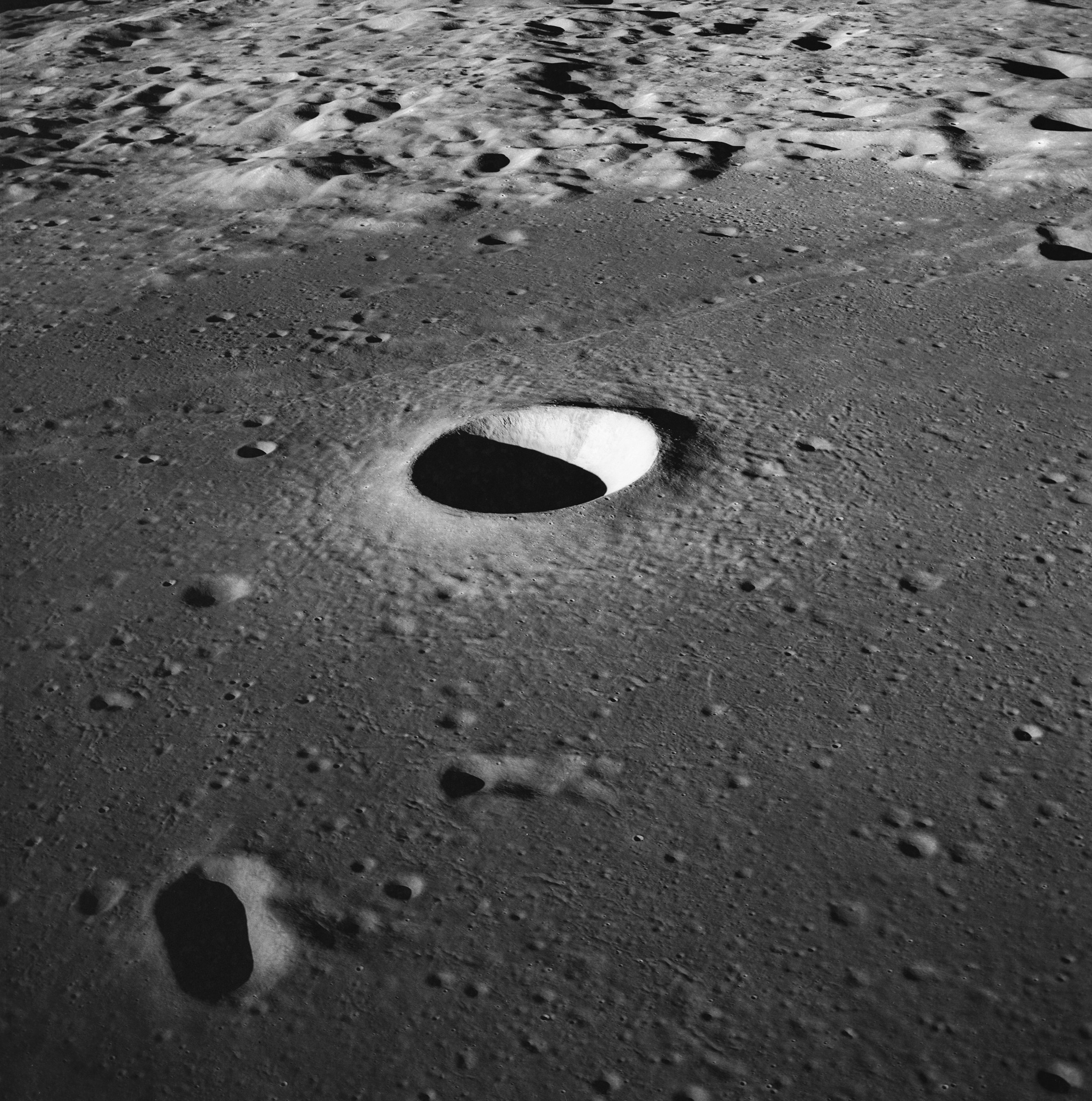
Hố Moltke chụp từ Apollo 10.

Hố Mặt Trăng, hay lỗ Mặt Trăng, là các hố va chạm trên Mặt Trăng. Trên bề mặt của Mặt Trăng có rất nhiều hố, và hầu như các hố được hình thành bởi va chạm.

## Lịch sử
Nhiều định kiến khoa học cho rằng các lỗ Mặt Trăng được hình thành vào hàng thế kỉ trước. Các giả thuyết gây tranh cãi cho rằng có một hoặc nhiều vụ phun trào núi lửa đã để lại các hố trên Mặt Trăng, (b) vụ va chạm thiên thạch, (c) giả thuyết được Welteislehre phát triển tại Đức giữa hai Thế chiến cho rằng một mảnh thiên thạch lớn đã tạo ra các hố.
Năm 1893, Grove Karl Gilbert cho rằng các lỗ Mặt Trăng được hình thành do va chạm của thiên thạch. Năm 1949, Ralph Baldwin viết rằng các lỗ Mặt Trăng chủ yếu hình thành do va chạm. Khoảng năm 1960, Gene Shoemaker phục hồi lại ý tưởng. Theo David H. Levy, Gene "thấy rằng các lỗ Mặt Trăng không phải được hình thành dần dần trong niên đại địa chất, mà còn nhanh hơn thế, là trong mỗi giây".

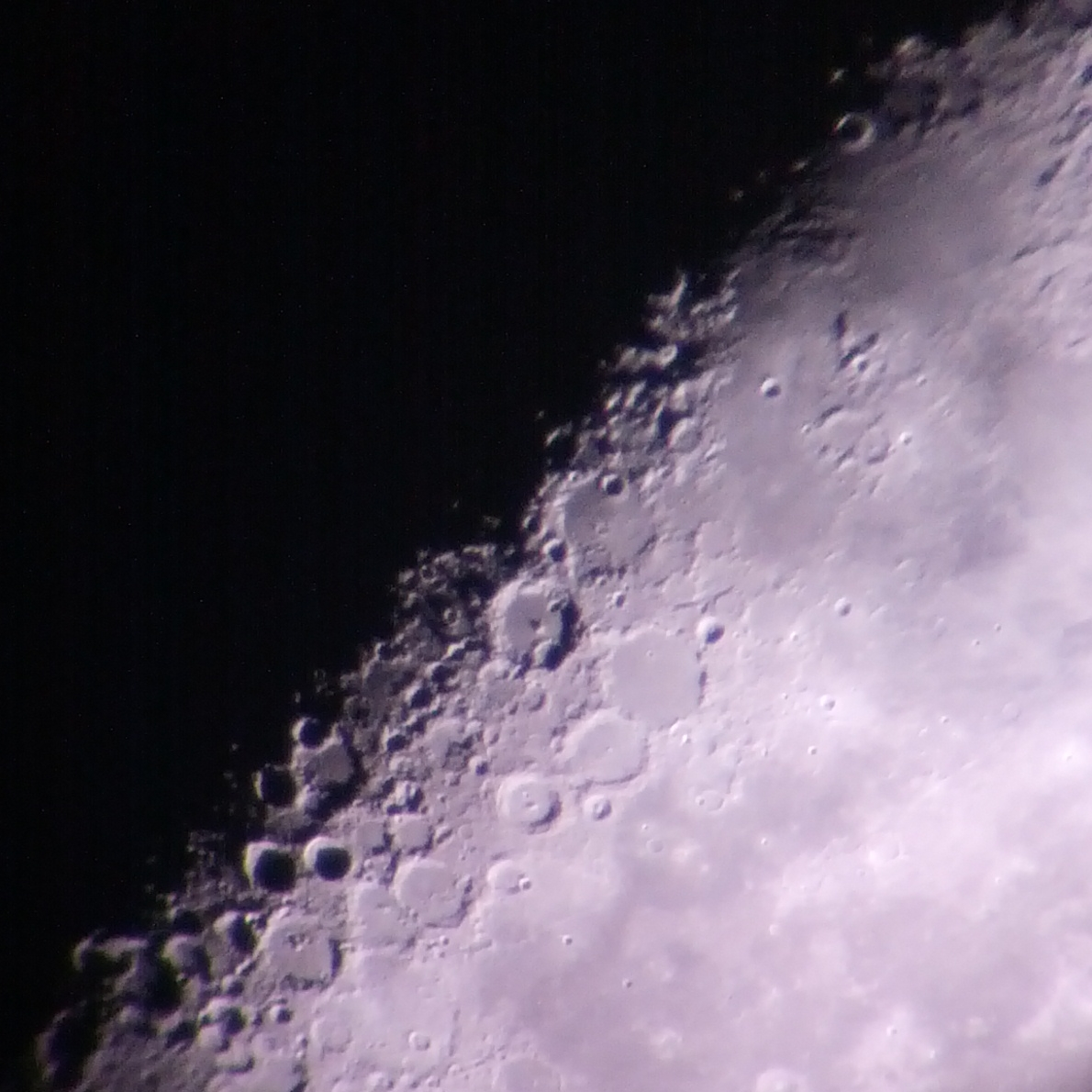
Các hố Mặt Trăng chụp từ kính thiên văn của nhà thiên văn học nghiệp dư, được chiếu sáng một phần bởi Mặt Trời trên Mặt Trăng lưỡi liềm.

## Tính chất
Do thiếu nước, khí quyển và các mảng kiến tạo, các hố có sự xói mòn đôi chút, và chúng được cho là đã tồn tại từ hai tỉ năm trước. Tuổi của hố lớn được xác định bởi tuổi của các hố nhỏ trong nó. Các hố già hơn chứa nhiều hố nhỏ hơn.

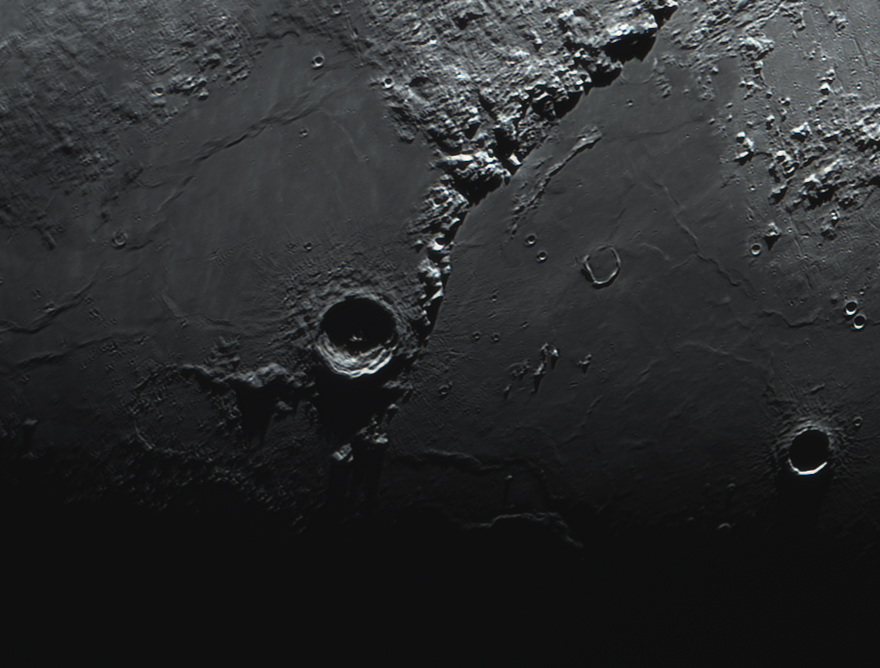
Hố Mặt Trăng Eratosthenes (ở giữa bên trái) được chụp tại Trái Đất bởi nhà thiên văn học nghiệp dư Joel Frohlich sử dụng kính thiên văn Schmidt-Cassegrain 8 inch.

## Phân loại hố Mặt Trăng
- ALC – nhỏ, lỗ hình cốc với đường kính 10 km hoặc nhỏ hơn, và không có tầng giữa. Ví dụ điển hình cho loại này là Albategnius C.[cần dẫn nguồn]
- BIO – giống với ALC, nhưng tầng nhỏ và bằng phẳng. Đường kính khoảng 15 km. Ví dụ điển hình cho loại này là Biot.[cần dẫn nguồn]
- SOS – tầng bên trong rộng và phẳng, không có đỉnh trung tâm. Tường bên trong cao. Đường kính bình thường khoảng 15–25 km. Ví dụ điển hình cho loại này là Sosigenes.[cần dẫn nguồn]
- TRI – loại này đủ lớn để lớp tường bên trong trũng xuống tới tầng thấp nhất. Có đường kính khoảng 15–50 km. Ví dụ điển hình cho loại này là Triesnecker.[cần dẫn nguồn]
- TYC – có đường kính lớn hơn 50 km, tường bên trong cao và tầng trong tương đối bằng phẳng. Ví dụ điển hình cho loại này là Tycho.[cần dẫn nguồn]

## Vị trí của các hố chính
Điểm chấm đỏ ở dưới thể hiện vị trí của mỗi hố trên Mặt Trăng.

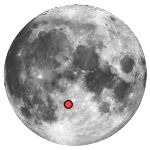
Albategnius
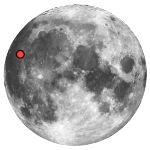
Aristarchus
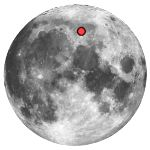
Aristoteles
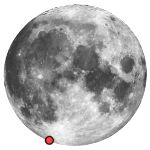
Bailly
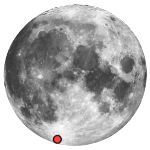
Clavius
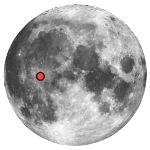
Copernicus
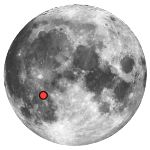
Fra Mauro
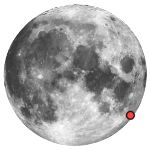
Humboldt
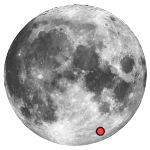
Janssen
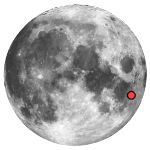
Langrenus
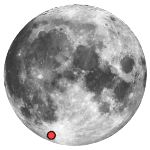
Longomontanus
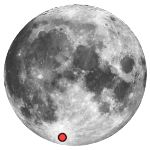
Maginus
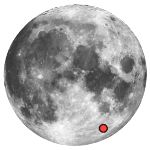
Metius
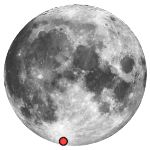
Moretus
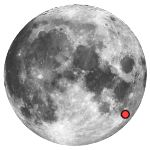
Petavius
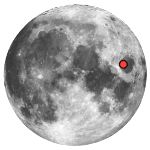
Picard
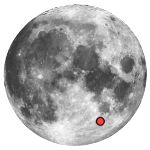
Piccolomini
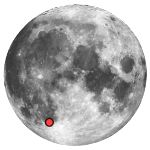
Pitatus
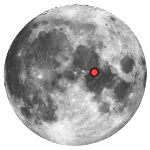
Plinius
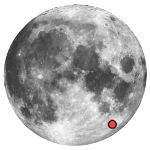
Rheita
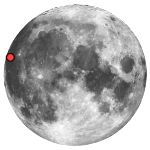
Russell
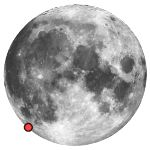
Schickard
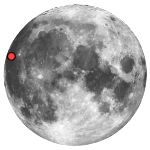
Seleucus
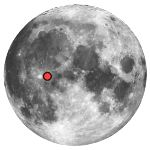
Stadius
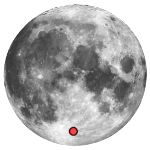
Stöfler
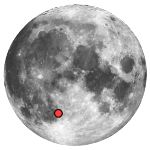
Thebit
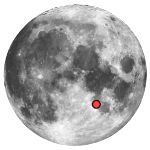
Theophilus
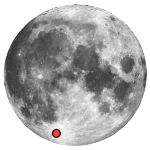
Tycho
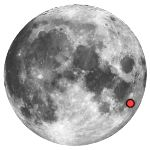
Vendelinus
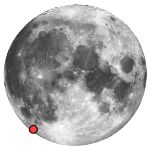
Wargentin